# يوروباروميتر
يوروباروميتر هو عبارة عن سلسلة من الدراسات الاستقصائية تجري بانتظام نيابة عن المفوضية الأوروبية منذ عام 1973. تنتج تقارير الرأي العام حول بعض المسائل المتعلقة بالاتحاد الأوروبي في الدول الأعضاء. تنشر نتائج يوروباروميتر من قبل قطاع الرأي العام من المفوضية الأوروبية - المديرية العامة للاتصالات.